# Ла-Пуебла-де-Альфінден
Ла-Пуебла-де-Альфінден (ісп. La Puebla de Alfindén) — муніципалітет в Іспанії, у складі автономної спільноти Арагон, у провінції Сарагоса. Населення — 5250 осіб (2010).
Муніципалітет розташований на відстані близько 280 км на північний схід від Мадрида, 11 км на схід від Сарагоси.

## Демографія
Динаміка населення (INE ):